# Batalha de Cocherel
A Batalha de Cocherel travou-se a 16 de Maio de 1364, no lugar de Cocherel, França, entre as forças de Carlos V de França, comandadas por Bertrand du Guesclin, e de Carlos II de Navarra, comandadas por Jean de Grailly. Participaram arqueiros ingleses. Esta batalha ocorreu no contexto da Guerra dos Cem Anos.